# Тарзана
Тарзана (англ. Tarzana) — район Лос-Анджелеса, часть округа Лос-Анджелес. До 1922 года — сельскохозяйственное имение, продажа жилых участков началась в 1922 году. Название «Тарзана» (в честь персонажа Э. Р. Берроуза) официально присвоено в 1928 году. Население по данным переписи населения 2000 года 35,5 тысячи человек, в 2008 году — 37,8 тысячи человек.

## География
Тарзана расположена в долине Сан-Фернандо и входит в состав округа Лос-Анджелес, являющегося частью одноимённого города. Часть района поднимается из долины вверх по склону гор Санта-Моника. Площадь составляет 8,79 кв. миль (23 км2).
Граничит с Брентвудом, Энсино, Пасифик-Палисейдс, Ресайдой, Топангой, Уиннеткой и Вудленд-Хиллзом. Через северную часть Тарзаны проходит национальное шоссе US-101. Наиболее важная улица района — бульвар Вентура, представляющий собой оживлённый деловой и торговый центр.

## История
До 1920-х годов регион долины Сан-Фернандо, где располагается Тарзана, был слабо заселён и представлял собой преимущественно сельскохозяйственные земли. На этой территории располагалось сельское поместье издателя Los Angeles Times Харрисона Грея Отиса, носившее название Миль-Флорес. Общая площадь земель, принадлежавших Отису, составляла 540 акров (218,5 га). Генерал Отис приобрёл эти земли в 1911 году, а в 1918 году продал поместье Эдгару Райсу Берроузу — автору книг о Тарзане. Берроуз переименовал новое владение в «Тарзану», в честь своего героя, но сельская жизнь оказалась для него скучной и слишком дорогой. В 1922 году писатель разделил территорию владения на земельные участки и начал их продажу. В 1924 году семья Берроуза покинула усадьбу «Тарзана», спустя два года въехав в современный коттедж на одном из участков в долине. Перестроенная усадьба Отиса была превращена в главное здание нового загородного клуба «Эль Кабальеро», действовавшего до начала Великой депрессии. Помимо этого на территории бывшего поместья Отиса возник ещё один загородный клуб — «Бремар».
В 1928 году жители развивающегося предместья Лос-Анджелеса, формировавшегося на месте бывших владений генерала Отиса, официально присвоили ему имя Тарзана. В 1930 году начало работу почтовое отделение Тарзаны и Торговая палата Тарзаны. Часть жителей респектабельного района была недовольна легкомысленным названием и пыталась добиться его смены, но в дальнейшем оно прижилось, и в 1997 году в качестве дани памяти Берроузу деловой центр района получил название Safari Walk (с англ. — «Прогулка по сафари»).

## Население
К моменту переписи населения 2000 года население Тарзаны составляло 35 502 человека. К 2008 году, по оценкам Департамента городского планирования Лос-Анджелеса, население района достигло 37 778 человек. Средняя плотность населения в Тарзане была одной из самых низких в Лос-Анджелесе — 4038 человек на квадратную милю.
Средний возраст населения в 2000 году составлял 38 лет — выше, чем в среднем по городу и округу Лос-Анджелес. Пропорция жителей пенсионного (65 лет и старше) и предпенсионного возраста была одной из самых высоких в округе. Также высокими по сравнению с округом в целом были проценты вдовых и разведённых жителей. Средний размер домохозяйства — 2,5 человека. Уровень этнического разнообразия средний, с довольно высоким процентом белого населения. Более трети населения — иммигранты, в том числе 24 % из Ирана и 12 % из Мексики.
Общий уровень образования жителей высокий, 40 % жителей в возрасте 25 лет и старше на время переписи имели высшее образование. Медианный доход на домохозяйство (более 73 тыс. долларов) примерно соответствовал уровню доходов других районов округа Лос-Анджелес, но был выше, чем в целом по городу, а процент домохозяйств с доходом свыше 125 тыс. долларов был высоким даже для округа.